# Leonid Szebarszyn
Leonid Władimirowicz Szebarszyn (ros. Леонид Владимирович Шебаршин, ur. 24 marca 1935, zm. 30 marca 2012 w Moskwie) – radziecki polityk, funkcjonariusz radzieckich służb specjalnych Komitetu Bezpieczeństwa Państwowego.
W Komitecie Bezpieczeństwa Państwowego ZSRR od 1960 roku, służył m.in. od 1958 do 1962 i ponownie od 1966 do 1968 w Pakistanie. W 1979, po upadku szacha i powrocie Chomeiniego do Iranu, został przeniesiony do specjalnego wydziału oficerów KBP służących w teherańskiej rezydenturze.
W 1988 zastąpił na stanowisku szefa I Zarządu Głównego KGB (wywiad zagraniczny) generała armii Władimira Kriuczkowa, trzy lata później (1991), zastąpił ponownie Kriuczkowa – tym razem jako pełniący obowiązki przewodniczącego KGB ZSRR. Wkrótce odszedł z KGB, a na stanowisku przewodniczącego tej instytucji zastąpił go Władimir Bakatin, który niebawem rozwiązał KGB.
30 marca 2012 zastrzelił się w swoim mieszkaniu w Moskwie.

## Odznaczenia
- Order Czerwonego Sztandaru (1981)
- Order Czerwonej Gwiazdy (1970)
- Medal „Za zasługi bojowe” (1967)
- Medal 100-lecia urodzin Lenina
- Medal jubileuszowy „50 lat Sił Zbrojnych ZSRR”
- Medal jubileuszowy „60 lat Sił Zbrojnych ZSRR”
- Medal „Za nienaganną służbę” I klasy
- Medal „Za nienaganną służbę” II klasy
- Medal „Za nienaganną służbę” III klasy
- Odznaka „Honorowy Funkcjonariusz Bezpieczeństwa” (1972)